# Shinya Hashimoto

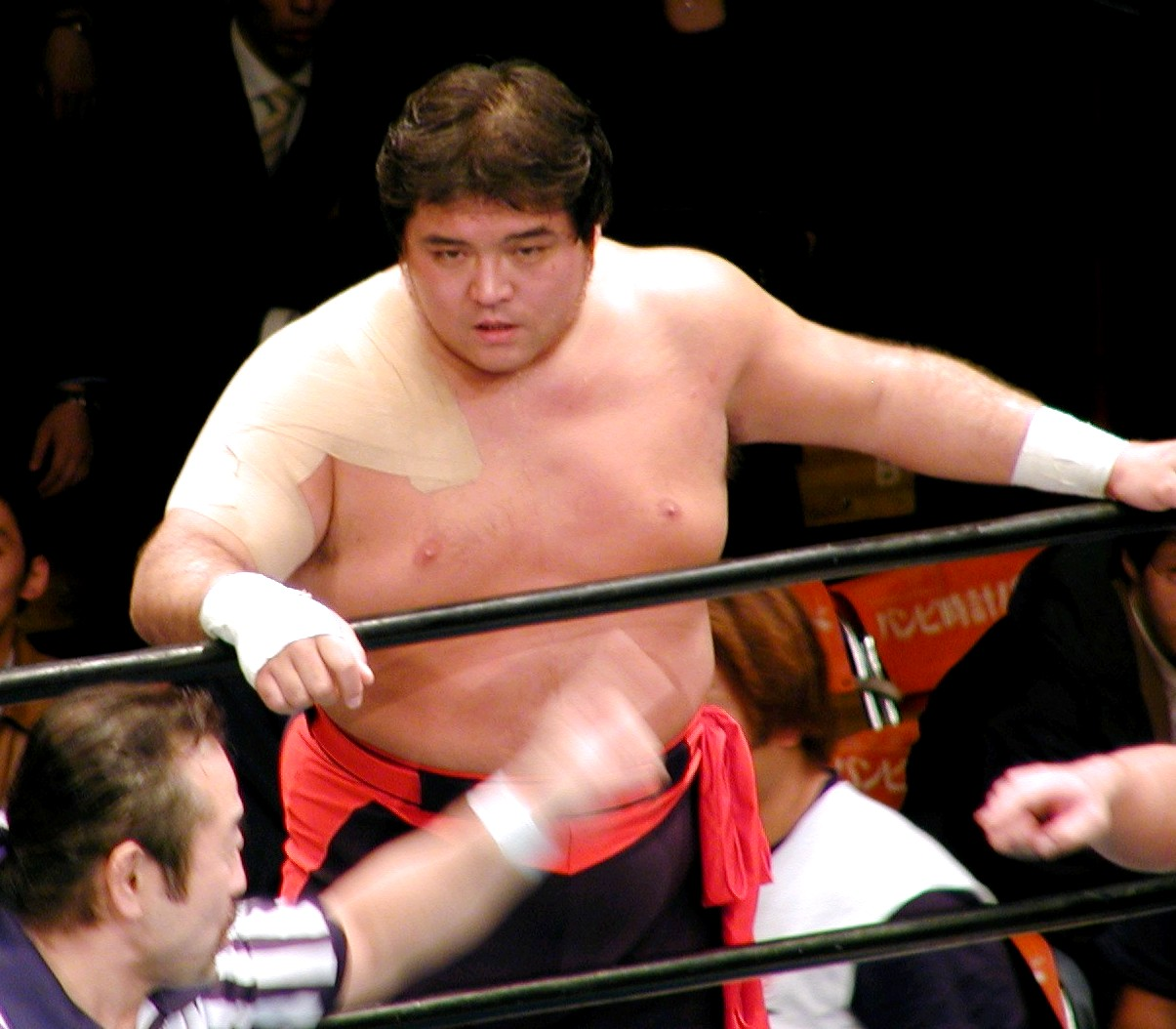
Shinya Hashimoto, 2004.

Shinya Hashimoto (japanska: 橋本真也), född 3 juli 1965 i Gifu prefektur i Japan, död 11 juli 2005 i Yokohama (hjärnblödning), var en professionell wrestlare. Han var känd som en av "de tre musketörerna" i fribrottningsförbundet New Japan Pro-Wrestling, tillsammans med Masahiro Chono och Keiji Mutoh.
Hashimoto dog av en hjärnaneurysm den 11 juli 2005 och blev dödförklarad på väg till sjukhuset. Hashimotos syster nämnde att han hade klagat på att han hade ont i bröstet och trodde att hans hjärta slog alldeles för snabbt men vägrade kontakta en läkare om sina förhållanden. Han hade under 2004 haft ett problem med hjärtat och fick ta mediciner men efter att han hade haft en operation i axeln fick han sluta ta dem. Hashimotos doktor hade även sagt att den mest troliga orsaken till hans hjärnblödning var högt blodtryck och att hans stress under åren lett till detta.

## Privatliv
Hashimoto har en son född 1992 som heter Daichi, som följt sin pappas fotspår och har kontrakt med fribrottningsförbundet Big Japan Pro Wrestling. Vid hans död lämnade han även bakom sig två döttrar.